# Bed Peace (documental)
Bed Peace es un documental que recoge la primera estancia de John Lennon y Yoko Ono que tuvo lugar desde el 20 de marzo de 1969 en un hotel de Montreal, Canadá. Se entrevistó, entre otros, al psicólogo y escritor Timothy Leary y a su esposa Rosemary Woodruff Leary, a los humoristas Tom Smothers y Dick Gregory además del dibujante Al Capp. Se puede ver en varias ocasiones como la pareja es entrevistada por periodistas invitados entre el 25 y el 31 de marzo.
«Filmarla fue una buena idea. Esa película ahora es potente. Lo que dijimos entonces podría decirse ahora. De hecho, hay cosas que dijimos en la película que pueden dar ánimos e inspiración a los activistas de hoy en día», escribió Yoko Ono en su cuenta de Twitter. Posteriormente el documental fue publicado por Ono en su canal de Youtube. Más tarde, Yoko escribió en su página web: «Queridos amigos: En 1969 John y yo éramos tan ingenuos como para pensar que metiéndonos en una cama podíamos cambiar el mundo. Quizá lo hicimos, pero en aquel momento no éramos conscientes».

## Banda sonora
La banda sonora del documental incluye las siguientes canciones:
- Give Peace a Chance (John Lennon)
- Remember love (Yoko Ono)
- Instant Karma! (We All Shine On) (John Lennon)
- Who has seen the wind? (Yoko Ono)
- Versión acústica (Lennon) del tema Because  (The Beatles)